# Ancien hôtel de ville de Ratisbonne
L'ancien hôtel de ville médiéval de Ratisbonne sur la Rathausplatz se distingue entre trois bâtiments construits à des époques différentes : au sud le bâtiment Reichssaal avec baie vitrée, suivi du bâtiment du portail avec escalier et passage de porte et à l'est du passage la ville la plus ancienne halle aux allures de maison patricienne avec la tour de la mairie. Dans ce bâtiment le plus ancien se trouve le siège avec la salle d'accueil du maire : à l'intérieur et à d'autres salles pour les bureaux annexes et pour l'état civil. Les autres bureaux de l'administration municipale ainsi que le bureau des citoyens sont situés dans le nouvel hôtel de ville à environ 500 m à l'est de la Dachauplatz ,.

## Histoire et description
L'office de tourisme est situé au sous-sol du bâtiment sud du Reichssaal sur Neue Waag-Gasse. À l'étage supérieur se trouve le Reichssaal, le lieu de rencontre des ambassadeurs de l'ancien Reichstag perpétuel. L'étage supérieur de l'ancien hôtel de ville est accessible par l'escalier du bâtiment du portail, dont l'entrée est gardée par les personnages Schutz et Trutz. A l'étage supérieur se trouvent les entrées des salles et des salles du musée sur l'histoire du Reichstag de Ratisbonne.
Jusqu'en 1706, la tour du marché se dressait sur le marché du charbon jouxtant la Rathausplatz à l'est. C'était le centre d'une place de marché animée qui s'étendait au nord jusqu'au marché aux poissons sur le Danube. Après l'incendie de la tour du marché en 1706, des extensions de l'hôtel de ville y ont été construites sur le marché du charbon à l'époque baroque. Une fois ces travaux de construction terminés, une petite place a été créée à l'est des nouveaux bâtiments, qui s'appelle maintenant Zieroldsplatz et qui se fond dans le marché du charbon avec une fontaine au sud.

## Musée du Reichstag
Le musée a été créé en 1963 dans le Reichssaalbau et dans les salles historiques de l'ancien hôtel de ville, qui fut le siège du Reichstag perpétuel de 1663 à 1806. Aujourd'hui, le musée du Reichstag est une exposition permanente sous le nom de « document Reichstag », dont l'accent est mis sur l'importance du Saint-Empire romain germanique pour l'histoire allemande et européenne et est lié à l'histoire de la ville .
Le musée comprend le Reichssaalbau et d'autres salles à voir. Comprenant:
- Collège des électeurs, salle de consultation des électeurs . Avant : salle du conseil pour les réunions du conseil intérieur de la ville.
- Salle électorale attenante, salle secrète de consultation des électeurs et emplacement de la soi-disant originale « Table verte ». Avant : Chambre pour les conseillers juridiques de la Reichstadt.
- Salle Bleue, antichambre de la Chambre de l'Électeur.
- Reichssaal, l'une des salles profanes les plus importantes du Moyen Âge avec un plafond en bois conservé, peinture décorative du XVIe siècle et trône impérial
- Collège princier, construit en 1652 pour le Reichstag de 1653, avec escalier princier baroque, construit de 1652 à 1655
- Salle du Prince, salle de conseil pour les princes impériaux. Chambre princière attenante, salle de consultation secrète. Avant : la salle du tribunal de la ville impériale
- College de la Cité impériale, salle de réunion pour les représentants des villes impériales
- Chambre de garde des huissiers avec épées et fers de cou
- Lieu d'interrogation, salle d'interrogatoire avec outils de torture
- Salle des pauvres pécheurs, couloir de la mort pour condamnés
- Maison Dollinger, a été transféré ici en 1964 après la démolition de la Dollingerhaus en 1889 avec une escale à l'Erhardihaus. Art profane du gothique primitif. Reliefs, entre autres, avec une scène de tournoi de la saga Dollinger.

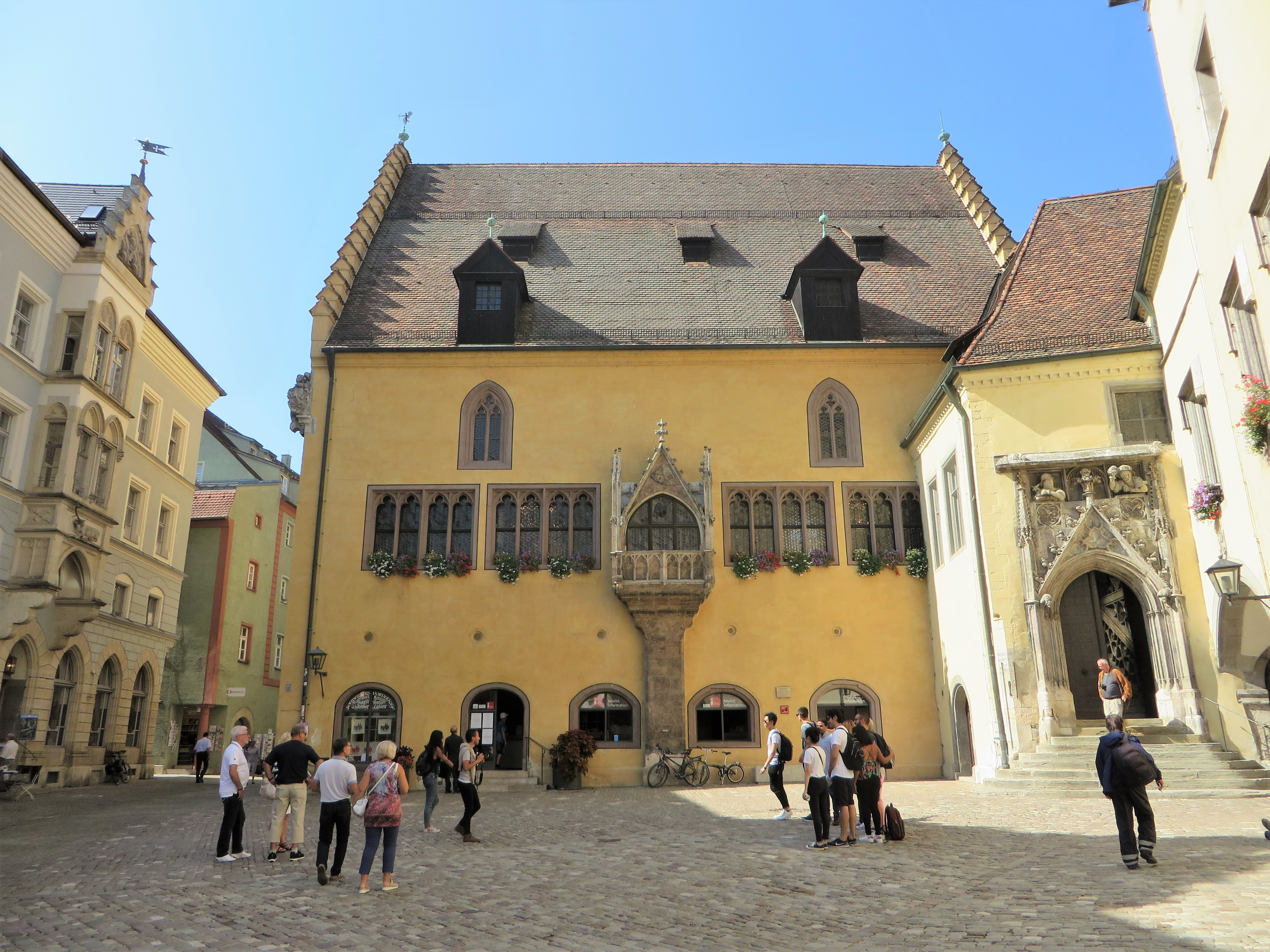
Ancien hôtel de ville de Ratisbonne.
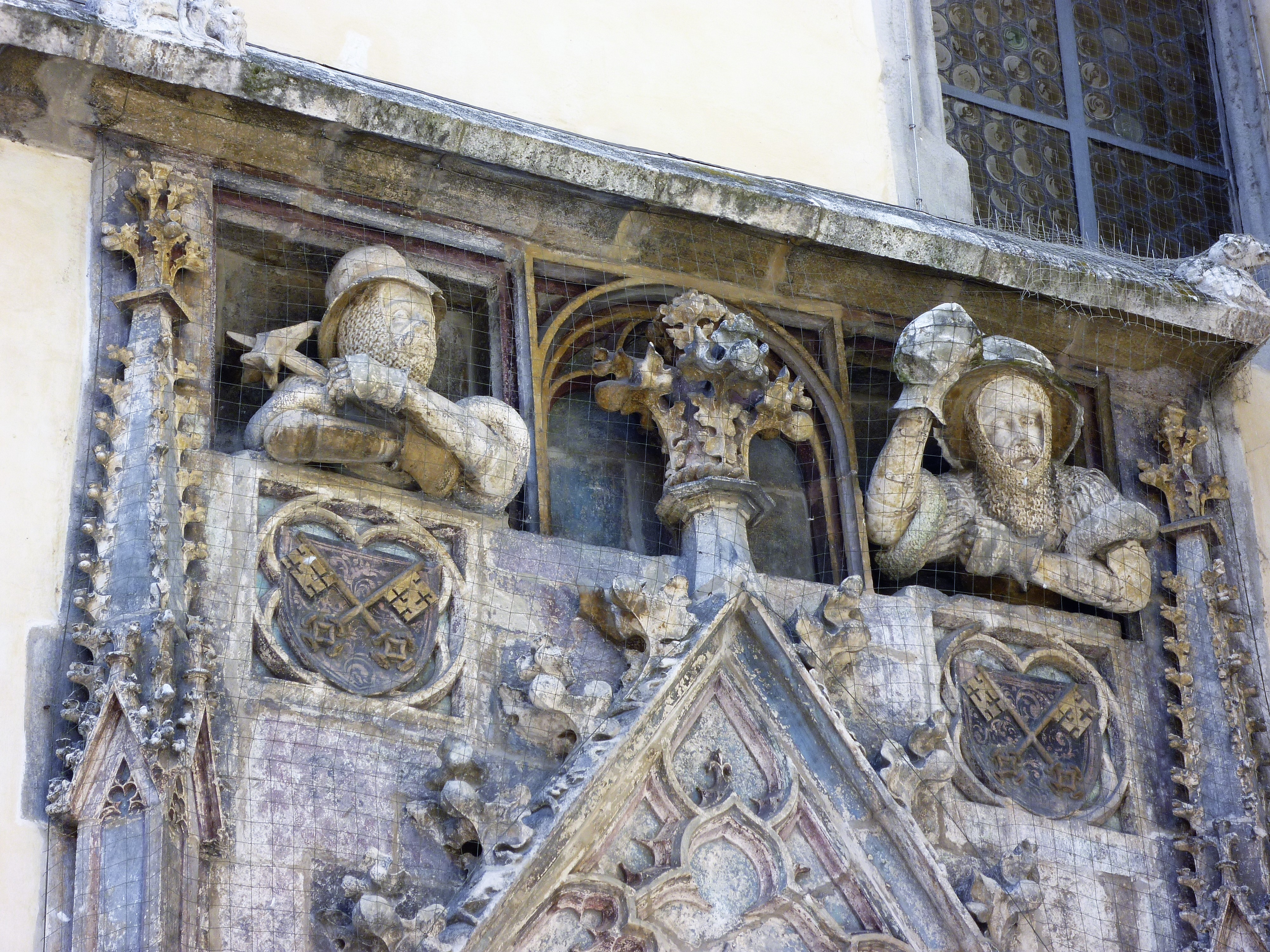
Portail, demi-figures, protection et défi.
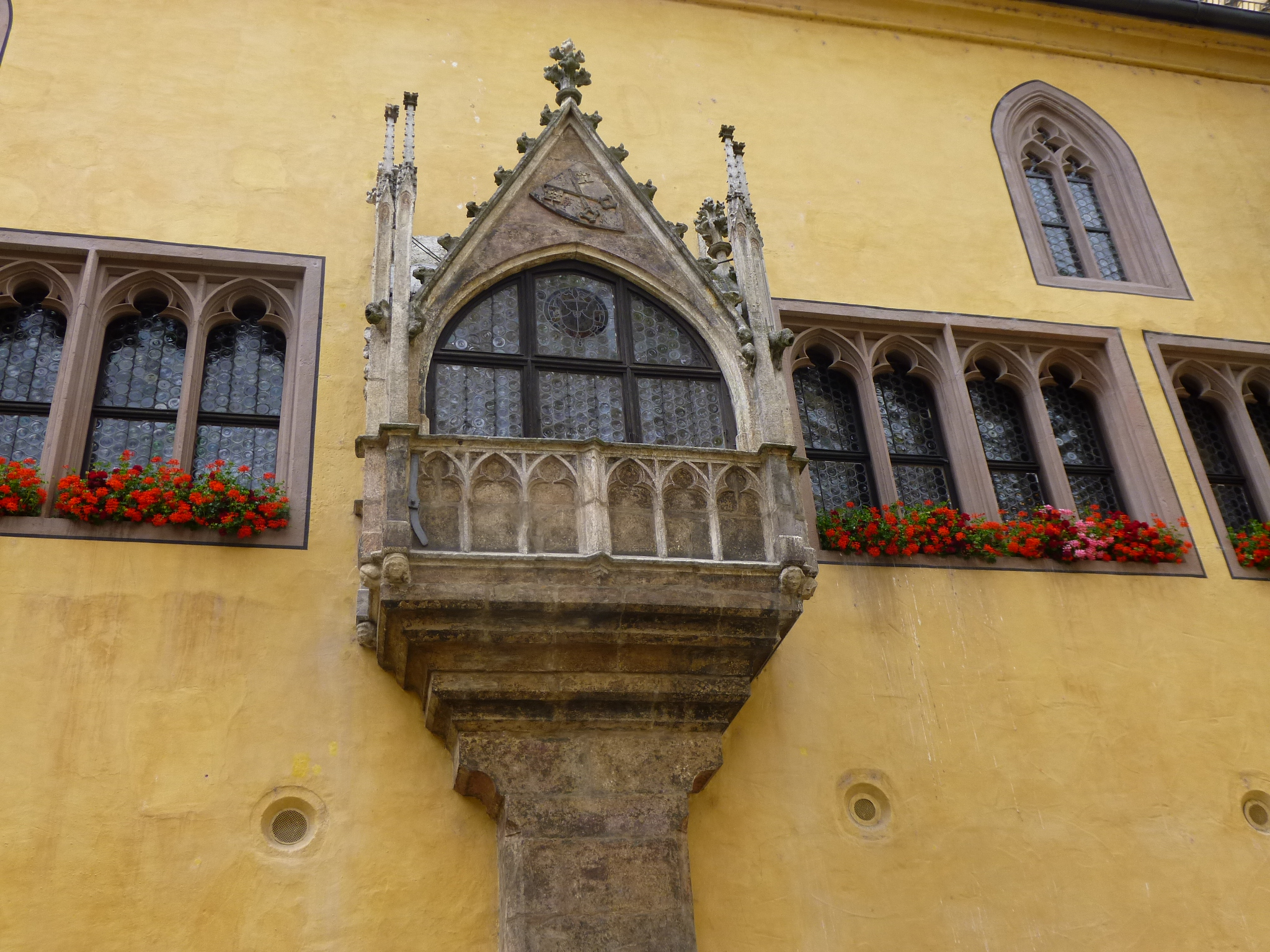
Baie vitrée sur le bâtiment du Reichssaal.
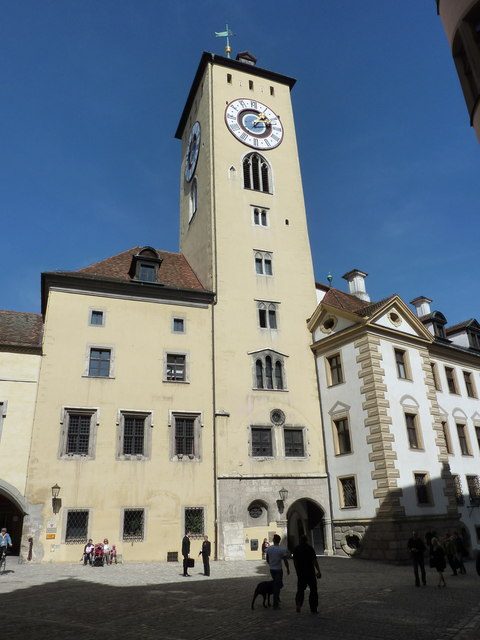
Ancien hôtel de ville avec tour.
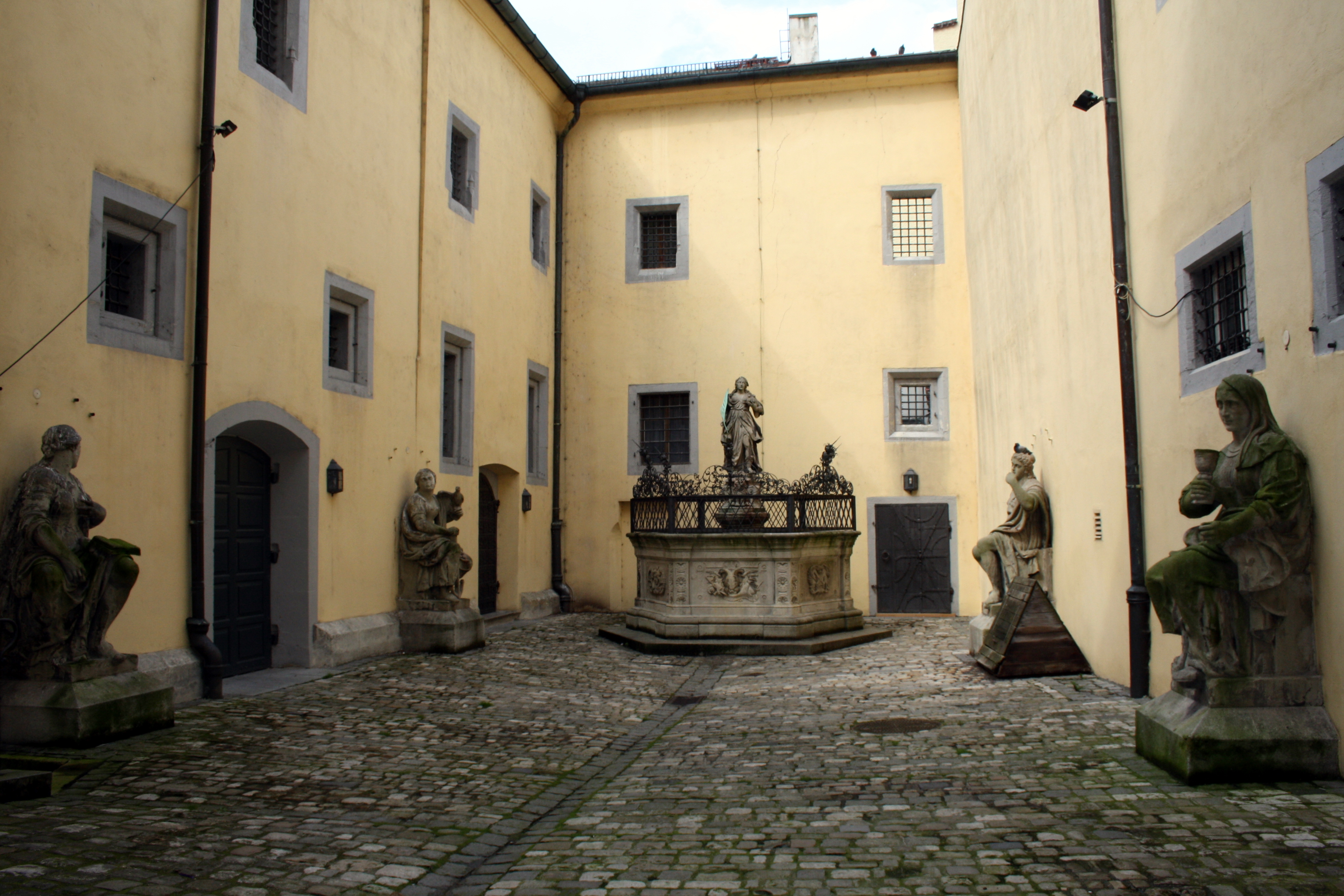
Cour intérieure de la mairie (Justiziahof) avec fontaine de Vénus.
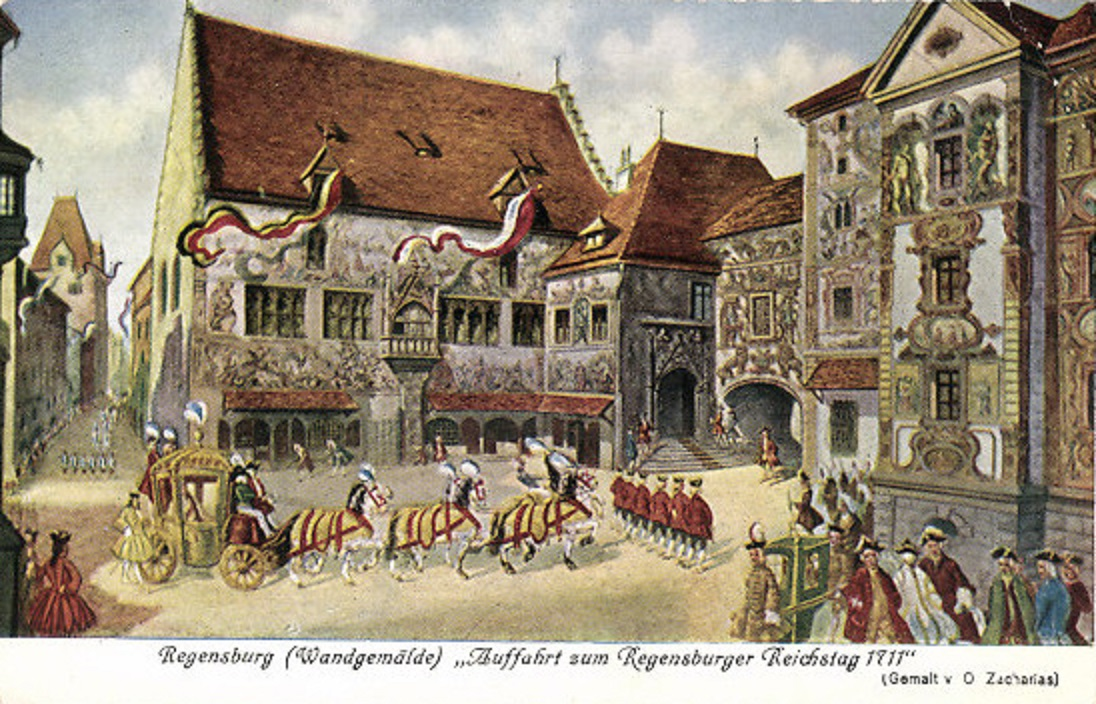
Droit de passage des ambassadeurs auprès du Reichstag dans l'hôtel de ville.
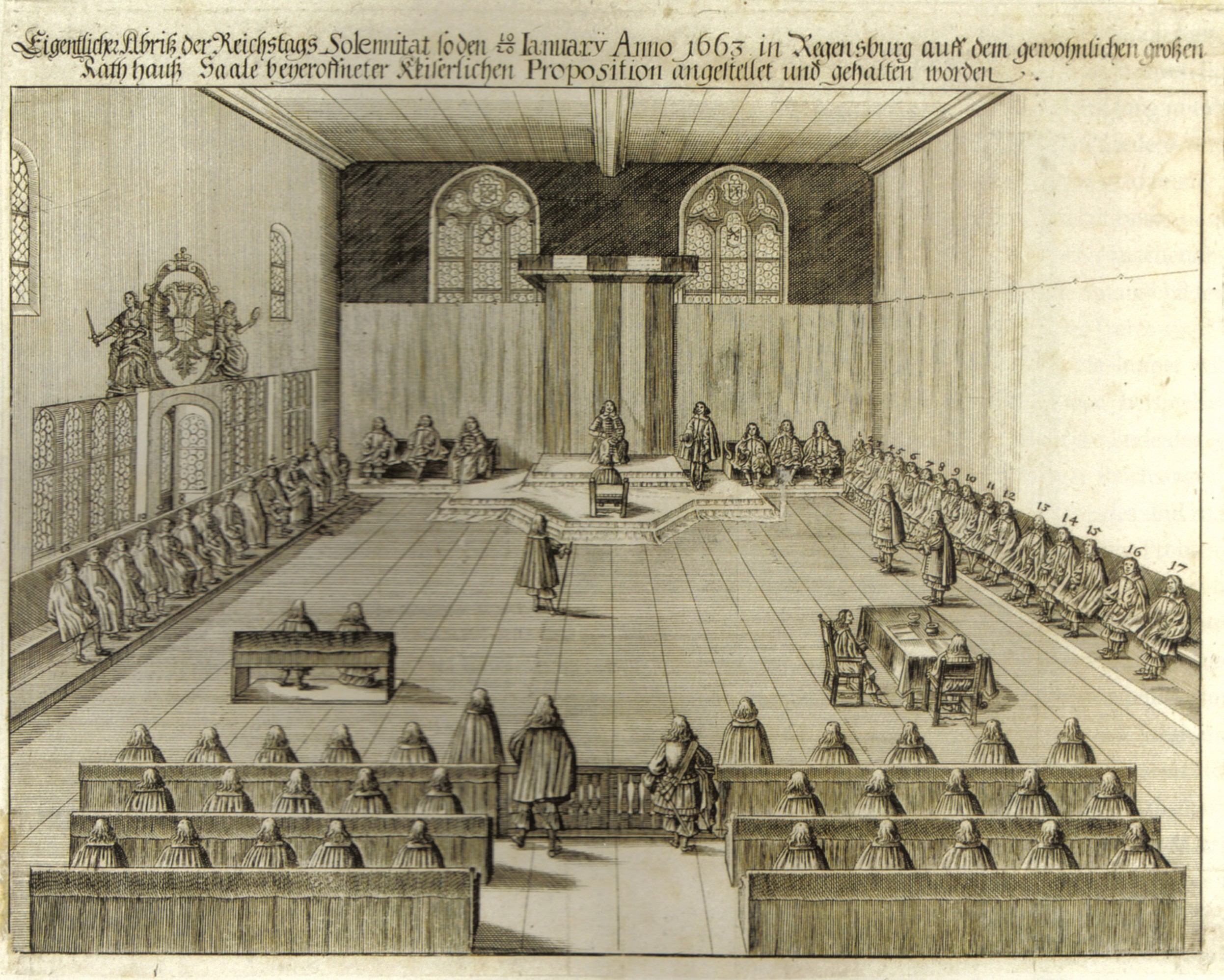
Reichssaal, Reichstagssitzung 1663.
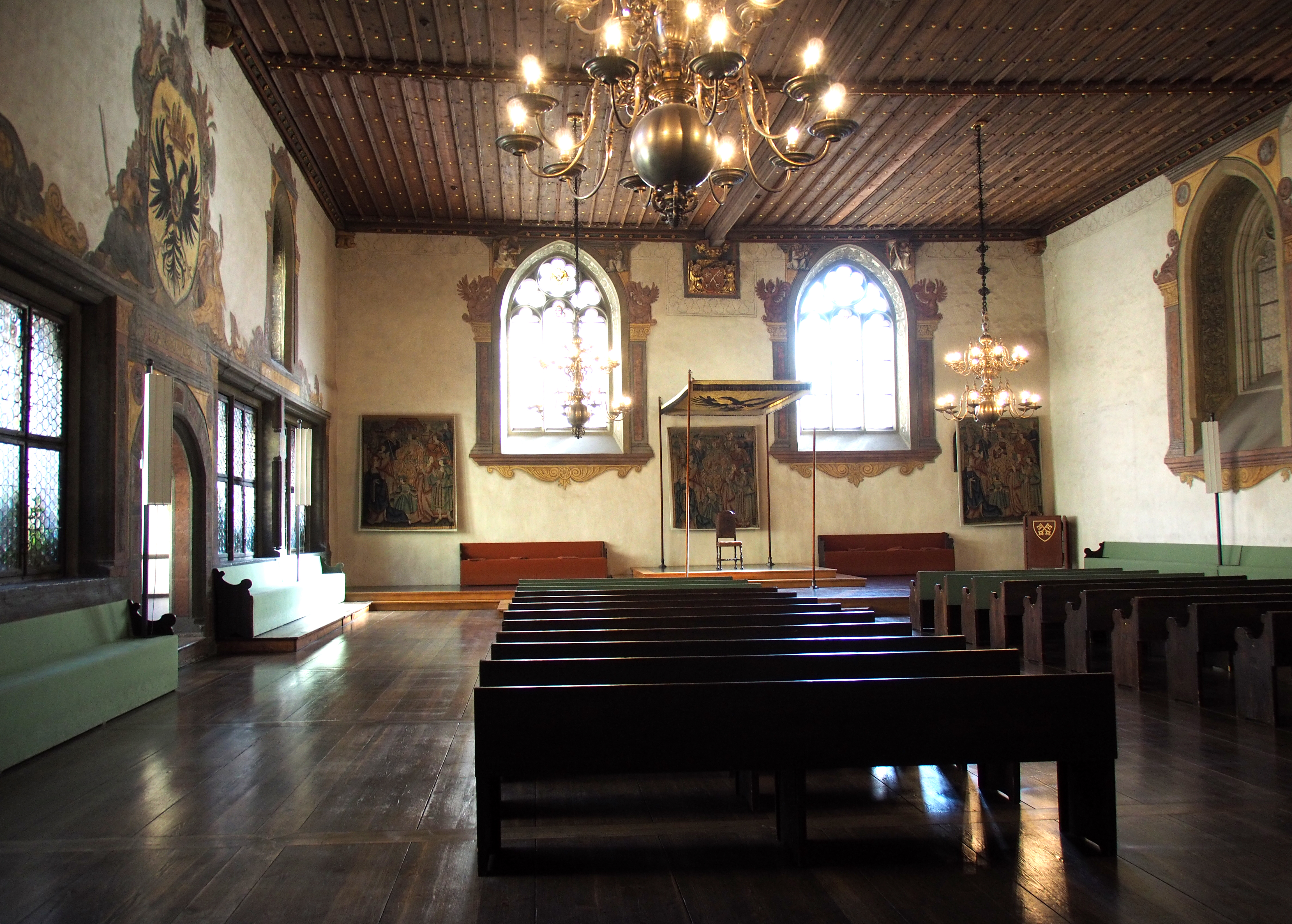
Reichssaal 2016.
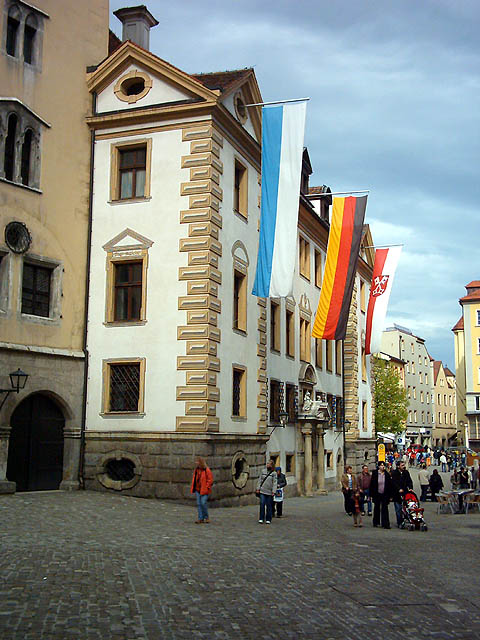
Südlicher Barockanbau, Kohlenmarkt (Ratskeller)
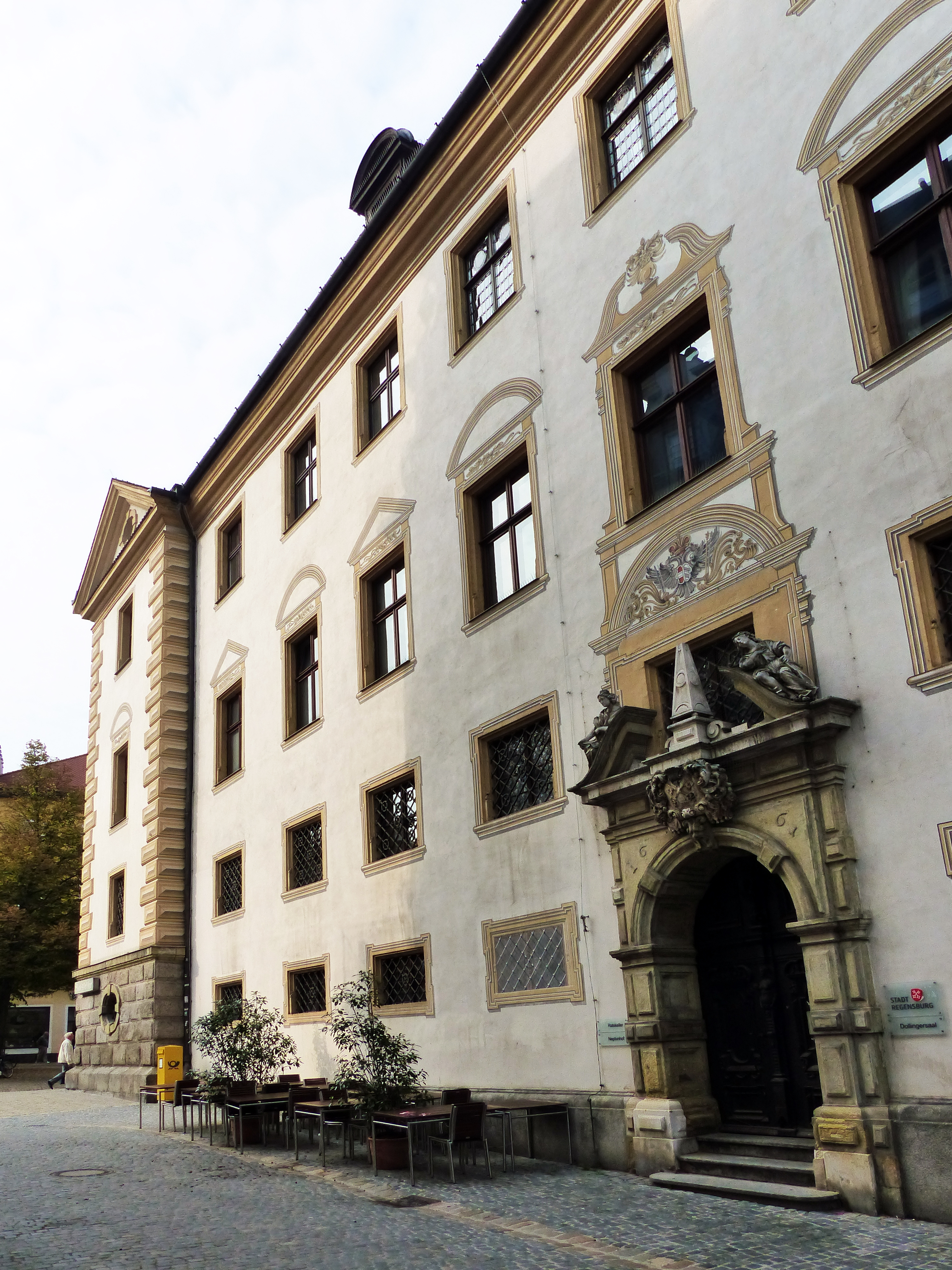
östlicher Barockanbau Zieroldsplatz hinten: Standort ehemaliger Marktturm 1706 abgebrannt
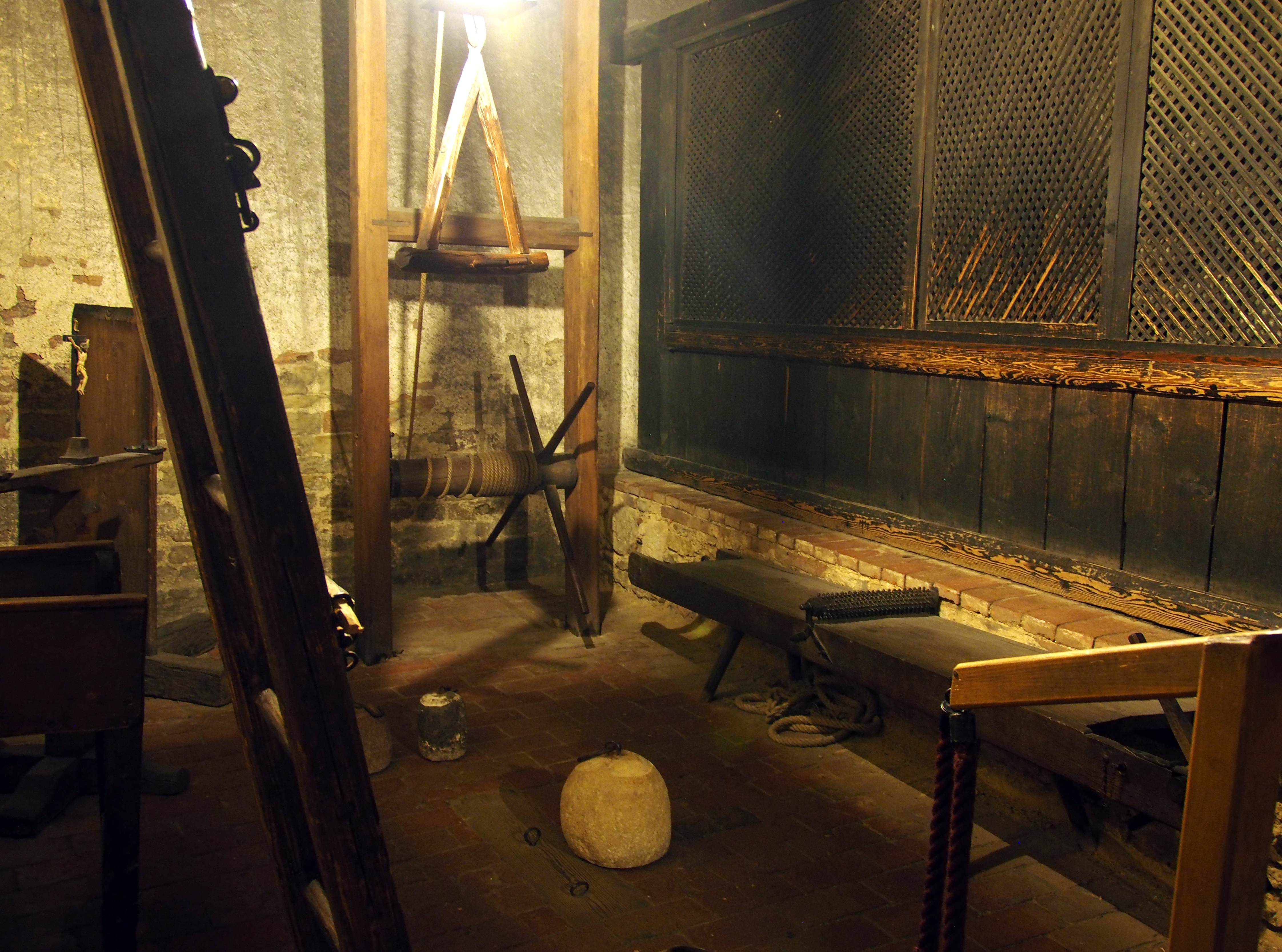
Lieu d'interrogation, salle d'interrogatoire avec chambre de torture.

## Liens web
- Ancien hôtel de ville de Ratisbonne - document Reichstag . Dans : Ratisbonne-Bayern.de
- Ancien Hôtel de Ville. Dans : Tourisme. Ratisbonne.de
- document Reichstag. Dans : Tourisme. Ratisbonne.de
- document Reichstag dans l'ancien hôtel de ville. Dans : Museen-in-Bayern.de

## Remarques
1. ↑   Als Verwaltungszentrum der Stadt entstand das Neue Rathaus in den Jahren nach 1930 auf einem nur mit Baracken provisorisch bebauten Grundstück (genannt: das blecherne Eck) an der Abzweigung des Minoritenweges von der D. Martin-Luther-Straße am Beginn des Dachauplatzes. Es handelte sich um einen Großbaumaßnahme, die auch den Neubau der Polizeidirektion mit dem Hauptquartier der Gestapo und ein Gebäude für das damalige Ostmarkmuseum umfasste.